# Magyarforrói fatemplom
A magyarforrói fatemplom műemlék Romániában, Fehér megyében. A romániai műemlékek jegyzékében az AB-II-m-A-00217 sorszámon szerepel.